# إنذار بولندا لليتوانيا سنة 1938

تظهر مقاطعة فيلنيوس باللون البني

إنذار بولندا لليتوانيا سنة 1938 هو إنذار بولندي تم تسليمه لليتوانيا في 17 مارس 1938.
رفضت الحكومة الليتوانية إقامة علاقات دبلوماسية مع بولندا بعد عام 1920 احتجاجاً على ضم بولندا مقاطعة فيلنيوس. كانت الإجواء متوترة في أوروبا ماقبل الحرب العالمية الثانية ، وقد شعرت بولندا أنها بحاجة إلى تأمين حدودها الشمالية. كما شعرت بالدعم الدولي لضم ألمانيا النازية للنمسا قبل خمس أيام من الأنذار وقررت أنه من الضروري تقديم إنذار لليتوانيا. تضمن الإنذار أن توافق ليتوانيا خلال 48 ساعة على إقامة علاقات معها دون قيد أو شرط، مما يعني تخلي ليتوانيا عن عاصمتها التاريخية فيلنيوس، لكن ليتوانيا قبلت الإنذار في يوم 19 مارس. وعلى الرغم من قبول الإنذار وإقامة العلاقات بين البلدين إلا أن ليتوانيا لم تعترف بقانونية سيطرة بولندا على فيلينيوس.

## نزاع فيلنيوس
قطعت ليتوانيا علاقاتها الدبلوماسية مع بولندا بعد تمرد الجنرال لوتسيان جليغوفسكي في أكتوبر 1920 بأمر من يوزف بيوسودسكي. غزا الجنرال جليغوفسكي الأراضي التي سيطرت عليها ليتوانيا، واستولى على مدينة فيلنيوس المتنازع عليها وأسس جمهورية ليتوانيا الوسطى التي لم تدم طويلًا. اندمجت هذه المنطقة مع بولندا عام 1922.
في نهاية القرن التاسع عشر وأوائل القرن العشرين، كانت مدينة فيلنيوس تقع خارج الإقليم اللغوي الإثني الليتواني. من الناحية الديموغرافية، لم يكن الطابع الليتواني غالبًا عليها. انقسم سكانها بالتساوي تقريبًا بين البولنديين واليهود، وشكل الليتوانيون الإثنيون نسبة صغيرة من السكان. وفقًا للإحصاءات السكانية الروسية (1897) والألمانية (1916) والبولندية (1919)، شكل الليتوانيين أو الناطقين باللغة الليتوانية 2- 2.6% من سكان المدينة. وخلال فترة ما بين الحربين، ادعى الجانب الليتواني، واعترف بوجود عدد قليل من الليتوانيين في فيلنيوس، وذلك لأسباب تاريخية -باعتبارها العاصمة السابقة لدوقية ليتوانيا الكبرى.
طالبت ليتوانيا القوات البولندية بالانسحاب وراء الخط الذي حددته اتفاقية سووالكي. رفضت بولندا تصرفات جليغوفسكي. وحاولت العصبة التوسط في النزاع وقدم بول هيمانز مقترحات ملموسة لتشكيل اتحاد. لكن كلا الجانبين كانا غير مستعدين لتقديم تنازلات وانهارت المفاوضات في يناير 1922. في يناير 1923 عَبَرت القوات الليتوانية إلى ميمللاند الواقعة تحت سيطرة الحلفاء ونظمت تمرد كلايبيدا. وكان هذا أحد العوامل الرئيسية التي أدت إلى قرار منظمة السفراء بمنح فيلنيوس لبولندا في مارس 1923. وكانت النتيجة حالة من «لا حرب، لا سلام» إذ تجنبت ليتوانيا الاعتراف بأي مطالبات بولندية بالمدينة والمنطقة، فضلًا عن رفضها اتخاذ أي إجراءات من شأنها الاعتراف بسيطرة بولندا على فيلنيوس حتى بحكم الأمر الواقع. ومن ثم قطعت ليتوانيا جميع العلاقات الدبلوماسية مع بولندا وأكدت أن فيلنيوس عاصمتها الدائمة والأبدية (وسميت كاوناس عاصمة مؤقتة).
رفضت بولندا الاعتراف رسميًا بوجود أي نزاع بشأن المنطقة، لأن في ذلك إضفاء للشرعية على المطالبات الليتوانية. لم تتمكن خطوط السكك الحديدية وخطوط التلغراف من عبور الحدود، وكانت خدمة البريد معقدة. مثلًا: لإرسال رسالة من بولندا إلى ليتوانيا يجب أن تُرسل إلى بلد محايد، ليعاد تغليفها في مظروف جديد لإزالة أي علامات بولندية، ثم تُسلم بعد ذلك فقط إلى ليتوانيا.
ظل الصراع حول فيلنيوس أهم قضية في السياسة الخارجية في ليتوانيا، لكنه أصبح مهمشًا بشكل متزايد في الساحة الدولية. كانت هناك محاولات غير رسمية فاشلة لتطبيع الوضع، أبرزها طلب كل من رئيس الوزراء الليتواني أوغستيناس فولديماراس بين عامي 1927 و1928، ووزير الخارجية ستاسيس لوزوريتيس، بين عامي 1934 و1936، من الرئيس سمتانا إعادة العلاقات الدبلوماسية مع بولندا. وانخرط الطرفان في خطابات عاطفية وقومية.